# غونتر غوبل
غونتر غوبل (بالألمانية: Günter Goebel)‏ هو ضابط ألماني، ولد في 14 نوفمبر 1917 في هاغن في ألمانيا، وتوفي بنفس المكان في 4 سبتمبر 1993.